# オルト炭酸
オルト炭酸（オルトたんさん、orthocarbonic acid）またはメタンテトラオール（methanetetrol）は化学式 H4CO4（または、C(OH)4 CH4O4）で表されると考えられる炭素のオキソ酸であり、弱酸の一種、また、最小の4価アルコールとも見なすことができる。
仮に生成したとしても、即座に二酸化炭素と水へ分解すると考えられ、単独での存在は確認されていないが、エステルは比較的安定であり、市販されている物もある。
{\displaystyle {\ce {H4CO4 -> CO2\ + 2 H2O}}}

## オルト炭酸エステルの例
Rを炭化水素基とすると、4つのヒドロキシ基の内、1つがエステル化されたオルト炭酸モノエステル（一般式: C(OR)(OH)3）、2つがエステル化されたオルト炭酸ジエステル（一般式: C(OR)2(OH)2）、3つがエステル化されたオルト炭酸トリエステル（一般式: C(OR)3(OH)）、4つ全てがエステル化されたオルト炭酸テトラエステル（一般式: C(OR)4）の4つが考えられる（また、Rが複数ある場合、それぞれに異なる基が結合するパターンもありうる）。
- オルト炭酸テトラメチル（テトラメトキシメタン）C(OCH3)4
- オルト炭酸テトラエチル（テトラエトキシメタン）C(OC2H5)4
- オルト炭酸テトライソプロピル（テトライソプロポキシメタン）C{OCH(CH3)2}4